# Giuseppe Zambeccari
Giuseppe Zambeccari (Castelfranco di Sotto, 19 de marzo de 1655 - Pisa, 13 de diciembre de 1728) fue un anatomista italiano. Hijo de Bernardino Zambeccari, proveniente de Pontremoli, y de Livia Maraffi.
Realizó sus estudios universitarios en la Facoltà di Medicina de la Universidad de Pisa, siguiendo los cursos de Lorenzo Bellini y de Alessandro Marchetti. Después de laurearse en 1679, se dedicó a la práctica médica en el Ospedale di Santa Maria Nuova, en Florencia, donde conoció y se convirtió en amigo de Francesco Redi. Precisamente fue a través de Redi que el Gran Duque Cosme III de Médici le concedió una "lettura ordinaria" "con l'augumento de' quaranta scudi annui". También conoció y mantuvo contacto epistolar con Guido Grandi. En 1704, a la muerte de Bellini, tomó posesión de la cátedra de Anatomía. 
En 1680 publicó la obra Le Esperienze intorno a diverse viscere tagliate a diversi animali viventi, uno de los primeros tratados de fisiología realizados a partir del método de la viviseción. En unos de sus manuales de operaciones experimentales Zambeccari llegó a demostrar que la vesícula no era esencial para sobrevivir.
También se interesó por las termas de San Giuliano, en Pisa, y de los baños de Lucca, publicando en 1712 un "Breve trattato dei bagni di Pisa e di Lucca".

## Obra
- Esperienze intorno a diverse viscere tagliate a diversi animali viventi. Florencia: Per Francesco Onofri, 1680.

- I sonno e alla veglia e all'uso dell'oppio. Pisa, 1685

- Lettera della dottrina delle separazion, Ousam 1686.

- Idea glandulae, fabrica, usu et generali doctrina secretionis. Biblioteca Nazionale Centrale di Firenze.

- Dissertazioni sul digiuno. Biblioteca Nazionale Centrale di Firenze.